# Yvonne Lindqvist
Yvonne Lindqvist, född 1959, är en svensk översättningsforskare, professor i översättningsvetenskap vid Tolk- och översättarinstitutet, Institutionen för svenska och flerspråkighet, Stockholms universitet.
Lindqvist arbetar företrädesvis med översättningssociologi och är känd för sina studier av översättning som social praktik. I sin doktorsavhandling jämför hon två olika översättningspraktiker, översättning av nobelpristagaren Toni Morrison och översättning till svenska av Harlequin serien passion, av Lindqvist benämnda som högprestige- respektive lågprestigelitteratur.
1973 vann hon Vansbrosimningen.